# Zair na Letnich Igrzyskach Olimpijskich 1992
Zair na Letnich Igrzyskach Olimpijskich 1992 reprezentowało 17 zawodników, 15 mężczyzn i 2 kobiety.

## Skład kadry

### Boks
Mężczyźni
- Mohamed Siluvangi
  - waga średnia - 9. miejsce

### Judo
Mężczyźni
- Bosolo Mobando
  - waga do 60 kg - 23. miejsce

- Dikubenga Mavatiku
  - waga do 65 kg - 17. miejsce

- Lusambu Mafuta
  - waga do 71 kg - 13. miejsce

- Musuyu Kutama
  - waga do 78 kg - 34. miejsce

- Ilualoma Isako
  - waga do 86 kg - 17. miejsce

- Mamute Mbonga
  - waga do 95 kg - 21. miejsce

### Kolarstwo
Mężczyźni
- Mobange Amisi
  - wyścig indywidualny ze startu wspólnego - nie ukończył

- Selenge Kimoto
  - wyścig indywidualny ze startu wspólnego - nie ukończył

- Ndjibu N'Golomingi
  - wyścig indywidualny ze startu wspólnego - nie ukończył

### Lekkoatletyka
Mężczyźni
- Ilunga Kafila
  - bieg na 800 m - odpadł w eliminacjach

- Kaleka Mutoke
  - bieg na 1500 m - odpadł w eliminacjach

- Willy Kalombo
  - maraton - 50. miejsce

- Ilunga Kafila, Luasa Batungile, Kaleka Mutoke, Shintu Kibambe
  - sztafeta 4 x 400 m - odpadli w eliminacjach

Kobiety
- Muyegbe Mubala
  - bieg na 100 m - odpadła w eliminacjach

- Christine Bakombo
  - maraton - 37. miejsce